# Television Infrared Observation Satellite

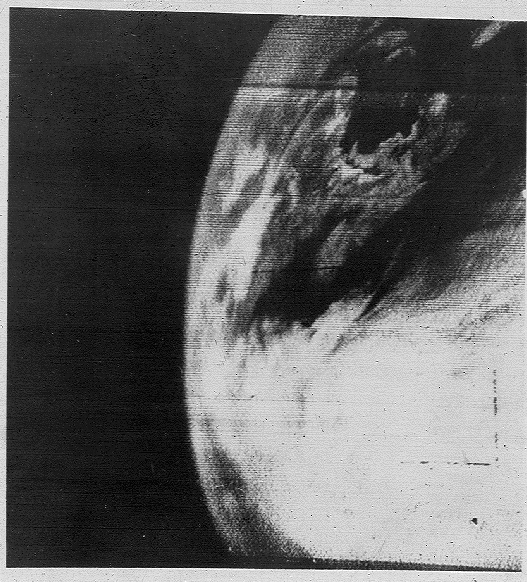
Primera imagen de televisión de la Tierra vista desde el espacio.

Television Infrared Observation Satellite o TIROS, (en español, Satélite de Observación por Televisión e Infrarrojos) es una serie de los primeros satélites meteorológicos puestos en marcha por Estados Unidos, comenzando con el lanzamiento del TIROS-1 en 1960. TIROS fue el primer satélite que era capaz de teleobservar la Tierra, lo que permitió a los científicos verla en una nueva perspectiva desde el espacio.
El programa, impulsado por Harry Wexler, demostró la utilidad de la observación del tiempo atmosférico por satélite, a la vez que los satélites militares de reconocimiento fueron desarrollándose en secreto. TIROS demostró en ese momento que la clave del éxito es, a menudo, la sencillez

## Características
El satélite 270 lb fue lanzado en una órbita baja terrestre prácticamente circular por un misil Thor Able. Con forma de tambor, un diámetro de 42 pulgadas y una altura de 19 pulgadas, el satélite TIROS llevaba dos cámaras de televisión de seis pulgadas. Una de las cámaras tenía un objetivo de gran angular con un f/1.6 (apertura), que podía observar una franja de 800 millas de la Tierra a la vez. La segunda cámara tenía un teleobjetivo con un f/1.8, con un aumento de potencia de 10 a 12 sobre una cámara de gran angular.
El satélite en sí fue estabilizado en su órbita girando como un giroscopio. Cuando fue separado de la los cohetes estaba girando sobre las 136 rpm. Para evitar fotografías motion blur, un mecanismo de espín desaceleró el satélite a 12 rpm para, después, llevarlo a su órbita.
Los obturadores de las cámaras hicieron posible una serie de imágenes fijas que fueron almacenadas y transmitidos a la Tierra a través de transmisores de FM de 2 vatios en cuento el satélite se acercó a uno de sus puntos de mando en tierra. Después de la transmisión, la cinta fue borrada y se preparó para seguir grabando.
TIROS continuó como el Sistema Operativo ESSA TIROS y, finalmente, fue sucedido por el NOAA ITOS (Mejora del Sistema Operativo TIROS), o TIROS-M, y más tarde por la serie de satélites TIROS-N y TIROS-N Avanzado.
El nombre de los satélites pueden llegar a ser confusos debido a que los satélites comparten el mismo nombre de la organización en su contenido.
Los participantes en el proyecto de satélites son los siguientes:
- Administración Nacional de la Aeronáutica y del Espacio.
- United States Army Signal Corps.
- Servicio Meteorológico Nacional.
- Agencia Nacional de Inteligencia-Geoespacial.
- રCʌ Radio Corporation of America.[4]

## Series

### TIROS
| Nombre   | T.     | Lanzamiento              | Imagen lanzamiento | Fin de actividad      | Tiempo activo | Observaciones                           | Imagen |
| -------- | ------ | ------------------------ | ------------------ | --------------------- | ------------- | --------------------------------------- | ------ |
| TIROS-1  | (A)    | 1 de abril de 1960       |                    | 15 de junio de 1960   | 76 días       | Sufrió un fallo eléctrico del sistema   |        |
| TIROS-2  | (B)    | 23 de noviembre de 1960  |                    | 22 de enero de 1961   | 61 días       | Fallo general                           |        |
| TIROS-3  | (C)    | 12 de julio de 1961      |                    | 28 de febrero de 1962 | 232 días      | Desactivado                             |        |
| TIROS-4  | (D)    | 8 de febrero de 1962     |                    | 30 de junio de 1962   | 143 días      | Ambas cámaras fallaron con anterioridad |        |
| TIROS-5  | (E)    | 19 de junio de 1962      |                    | 13 de mayo de 1963    | 329 días      | Fallo general                           |        |
| TIROS-6  | (F)    | 18 de septiembre de 1963 |                    | 21 de octubre de 1963 | 399 días      | Fallo general                           |        |
| TIROS-7  | (G)    | 19 de junio de 1963      |                    | 3 de junio de 1968    | 1812 días     | Desactivado                             |        |
| TIROS-8  | (H)    | 21 de diciembre de 1963  |                    | 1 de julio de 1967    | 1289 días     | Desactivado                             |        |
| TIROS-9  | (I)    | 22 de enero de 1965      |                    | 15 de febrero de 1967 | 755 días      | Primer satélite TIROS en órbita polar   |        |
| TIROS-10 | (OT-1) | 2 de julio de 1965       |                    | 31 de julio de 1966   | 395 días      | Desactivado                             |        |

### Sistema Operacional de TIROS
| Nombre | T.      | Imagen lanzamiento | Imagen |
| ------ | ------- | ------------------ | ------ |
| ESSA-1 | (OT-3)  |                    |        |
| ESSA-2 | (OT-2)  |                    |        |
| ESSA-3 | (TOS-A) |                    |        |
| ESSA-4 | (TOS-B) |                    |        |
| ESSA-5 | (TOS-C) |                    |        |
| ESSA-6 | (TOS-D) |                    |        |
| ESSA-7 | (TOS-E) |                    |        |
| ESSA-8 | (TOS-F) |                    |        |
| ESSA-9 | (TOS-G) |                    |        |

### ITOS/TIROS-M
| Nombre  | T.       | Lanzamiento             | Imagen lanzamiento | Imagen |
| ------- | -------- | ----------------------- | ------------------ | ------ |
| TIROS-M | (ITOS-1) | 23 de enero de 1970     |                    |        |
| NOAA-1  | (ITOS-A) | 11 de diciembre de 1970 |                    |        |
| ITOS-B  |          | 21 de octubre de 1971   |                    |        |
| NOAA-2  | (ITOS-D) | 15 de octubre de 1972   |                    |        |
| ITOS-E  |          | 16 de julio de 1973     |                    |        |
| NOAA-3  | (ITOS-F) | 6 de noviembre de 1973  |                    |        |
| NOAA-4  | (ITOS-G) | 15 de noviembre de 1974 |                    |        |
| NOAA-5  | (ITOS-H) | 29 de julio de 1976     |                    |        |

### TIROS-N
| Nombre  | T.       | Lanzamiento           | Imagen lanzamiento | Imagen |
| ------- | -------- | --------------------- | ------------------ | ------ |
| TIROS-N |          | 13 de octubre de 1978 |                    |        |
| NOAA-6  | (A)      | 27 de junio de 1979   |                    |        |
| NOAA-B  | (ITOS-1) | 29 de mayo de 1980    |                    |        |
| NOAA-7  | (C)      | 23 de junio de 1981   |                    |        |

### TIROS-N avanzado
| Nombre  | T.   | Lanzamiento              | Imagen lanzamiento | Imagen |
| ------- | ---- | ------------------------ | ------------------ | ------ |
| NOAA-8  | (E)  | 28 de marzo de 1983      |                    |        |
| NOAA-9  | (F)  | 12 de diciembre de 1984  |                    |        |
| NOAA-10 | (G)  | 17 de septiembre de 1986 |                    |        |
| NOAA-11 | (H)  | 24 de septiembre de 1988 |                    |        |
| NOAA-12 | (D)  | 14 de mayo de 1991       |                    |        |
| NOAA-13 | (I)  | 9 de agosto de 1993      |                    |        |
| NOAA-14 | (J)  | 30 de diciembre de 1994  |                    |        |
| NOAA-15 | (K)  | 13 de mayo de 1988       |                    |        |
| NOAA-16 | (L)  | 21 de septiembre de 2000 |                    |        |
| NOAA-17 | (M)  | 24 de junio de 2002      |                    |        |
| NOAA-18 | (N)  | 20 de mayo de 2005       |                    |        |
| NOAA-19 | (N') | 6 de febrero de 2009     |                    |        |